# Орден Морських заслуг (Франція)
Орден Морських заслуг (фр. Ordre du Mérite maritime) — державна нагорода Франції. Орден заснований 9 лютого 1930 року.

## Історія
Створений у Франції у 1930 році, після більш ніж двадцятирічного обговорення в парламенті. Орденом нагороджували за дії, що були пов'язані із ризиком для життя, а також за інші заслуги моряків цивільного флоту.
З 25 вересня 1948 року право нагородження орденом отримали військові моряки.
Орден перебував у віданні Морського міністра, якому надає допомогу Рада Ордена. Ця Рада складалася, у тому числі, з Великого канцлера ордена Почесного легіону, державних радників, вищого чиновника центральної адміністрації торгового флоту, одного з головних чиновників морського Регістра і адміралів ВМС Франції.
Декретом від 17 січня 2002 року № 2002-88 були внесені деякі зміни в статут ордена.
Встановлено, що Рада ордена складається з:
- Міністра морських справ (Президент Ради);
- Міністра у справах морського рибальства;
- Члена Ради ордена Почесного легіону (Віце-президент Ради), що призначається за поданням Великого канцлера ордена Почесного легіону;
- Державного радника, що призначається за поданням віце-президента Державної ради Франції;
- Адмірала ВМС Франції, що призначається за поданням Міністра оборони Франції;
- Генерального інспектора департаменту морських справ;
- Директора Центральної адміністрації Міністра з морських справ.

Шеф кабінету Міністра морських справ є Секретарем Ради ордена.
Члени Ради ордена, окрім членів за посадою, призначаються Прем'єр-міністром Франції за пропозицією Міністра з морських справ. Термін їх повноважень — 4 роки.

## Ступеня ордена та критерії нагородження
Як і інші відомчі ордена Франції, він складається з трьох класів:
1. Командор (фр. Commandeur): мінімум 5 років, у званні офіцера.
2. Офіцер (фр. Officier): не менше 8 років вислуги у званні кавалера;
3. Кавалер (фр. Chevalier): вік не менше 30 років та 15 років служби у морському флоті;

Кожне нагородження повинно проводиться за нові конкретні заслуги.
Протягом терміну своїх повноважень, члени Парламенту Франції не можуть бути нагороджені орденом.
Командори і офіцери ордена Почесного легіону можуть бути нагороджені відповідним ступенем ордена Морських заслуг, минаючи нижчі ступені.
Ступінь може бути присуджений іноземним громадянам, які не проживають на території Франції. Для них не діють терміни вислуг. Іноземці, які проживають у Франції, повинні відповідати тим же умовам, що і французькі громадяни.
Люди, які здійснили героїчні дії, нагороджуються незалежно від віку і стажу роботи.
У виняткових випадках орденом нагороджують посмертно.
Нагородження проводиться два рази на рік: 1 січня і 14 липня.

## Категорії членів ордену
Відповідно з декретом від 17 січня 2002 року: Орден є морською нагородою і призначений для того, щоб нагороджувати професійних моряків і гідних громадян, які своєю діяльністю сприяли розвитку морської діяльності.
Орден поділяється на 3 класи членів:
1. Клас А: члени екіпажу торгового флоту і чиновники цивільної морської адміністрації держави, члени екіпажів рятувальних шлюпок будь-якої компанії, що має ліцензію від держави;
2. Клас B: військові моряки, які перебувають на службі у системі Міністерства оборони Франції;
3. Клас C: люди, які своєю діяльністю сприяли розвитку морської діяльності, в тому числі у розвитку торговельних морських портів, рибальства та водних видів спорту.

## Знаки ордена
Знак має форму рози вітрів з шістнадцяти променів з золотим якорем на них. Вісім основних променів покриті білою емаллю. Інші, в залежності від ступеня, золоті або срібні.
На лицьовій стороні, образне зображення Республіки (в більшості випадків, профіль), яке обрамлене по колу синьою емаллю з написом «République Française», а на зворотному боці напис «Mérite maritime». Стрічка блакитна з двома зеленими поздовжніми смугами по обох боках.
Знак кавалера і офіцера носили на стрічці на грудях, знак командора на шийній стрічці. На стрічці офіцерського знака кріпиться розетка з орденської стрічки. Кавалерський хрест срібний, офіцерський і командорський з позолоченого срібла або золота. Кавалерський і офіцерський знак розміром 40 мм, командорський — 57 мм.